# Дория
Дория, Д'Ория (на италиански: Doria, D'Oria) е древен благороднически род, произхождащ от Генуа, Северна Италия, с чиято история често се преплита и идентифицира една и съща фамилна история.
До XIV век Дория превъзхождат, в турнири и съперничество, другите големи феодални родове като Спинола – гибелини като тях, Фиески (гвелфи) и Грималди (гвелфи). След установяването на властта на дожа (1339) те губят политическото си господство, но запазват своите военни и военноморски традиции и функции.
С Андреа Дория родът се издига до върха на живота на комуната и въпреки че тази преобладаваща функция е загубена, те винаги запазват голямо значение и авторитет заради броя, богатството и съюзите си, а в по-ново време и в решителни моменти имат почти управителна функция.
През различните епохи родът дава кардинали, архиепископи и епископи на Католическата църква и шест дожи на Генуезката република: Джовани Батиста Дория (1537 – 1539), Николо Дория (1579 – 1581), Агостино Дория (1601 – 1603); Амброджо Дория, избран на 4 май 1621 г. и починал на 12 юни преди да бъде коронясан, Джовани Стефано Дория (1633 – 1635) и Джузепе Дория (1793 – 1795) – предпоследен дож на републиката.

## История

### Произход
Тъй като Дория не са от феодален произход, подобно на повечето знатни генуезки фамилии, техните корени могат да се проследят трудно и не по-рано от X век. Те се губят в предположения, граничещи с легенда. Съществува обаче анекдот, който поради своята разпространение би могъл да крие зрънце истина: според „Вулгатата“, родена вероятно от нуждата да се припише прочут и феодален произход на даден, с голяма вероятност коренен род, който от търговията достига до политическа власт и синьории, Дория произхождат от Ардуин – виконт на Нарбон. Виконтът, преминавайки през Генуа по пътя си към Йерусалим като кръстоносец, се разболява тежко. След като е настанен в дома на вдовица от рода Де Волта и излекуван, той се влюбва в една от двете ѝ дъщери – Ориета, наречена Ория. Тя му ражда син Ансалд, който е наречен по името на майка си Син на Ория. Имената, с които генуезците посочват синовете, а след това и потомците им, са „на Аурия“ и „на Ория“.Този родителен падеж след първото име е именно формата, използвана от летописците на комуната на Генуа за посочване на отделните членове на семейството. За колективното определяне на рода като клан те обаче използват illi de Auria: „синове на Ория“, т.е. D'Oria. С течение на времето обаче започва да преобладава договореното наименование Дория, с което е познат родът.
Трябва да се отбележи, че терминът „семейство" в случая с Дория, както и с други генуезки семейства от онова време, трябва да се разбира не толкова в ограничения смисъл на съжителство на семейното ядро, а по-скоро като голяма група хора, съставена от различни семейни ядра в съвременния смисъл на думата. Те споделят общ произход, връзки по интерес или политическа обвързаност, район на местообитание и понякога, както в конкретния случай, дори фамилно име. Моделът на този тип асоциации е т. нар. „Благороднически консорциум“, типичен не само за Генуа, но и за други райони на Лигурия и на средновековен Пиемонт. В тази връзка трябва да се вземе в предвид, че някои генеалози идентифицират до 40 линии в рода и че 250 представители на Дория участват в битката при Мелория през 1284 г. между Генуезката република и морска република Пиза. В Дория обаче кръвните връзки винаги са силни предвид постоянния навик на сключване на бракове в семейството.
Първите представители на Дория, за които има информация, са Ансалдо Дория, роден в нач. на XII век, и децата му, сред които Симоне Дория. По онова време семейството вече притежава големи територии в Генуа в района на Пиаца Сан Матео, върху които в бъдеще се издигат неговите дворци.
Източниците описват първите представители на рода като водещи лица в живота на Генуезката комуна от онова време: важни търговци, действащи в различни области на Средиземно море, въоръжени мъже, готови да защитават и разширяват своите интереси, и политици, ангажирани в градските магистратури, като напр. консулството. По-специално политическата дейност на Дория е ориентирана към две цели: участие в политическия живот на Генуезката комуна и придобиване на феодални владения в области, често независими от Генуа (напр. в случая с т. нар. „Имперски феоди“) и подчинени само на рода. Първоначално тези феоди са в Лигурия, по-специално в географския район на Riviera di Ponente, а след това се разширяват в южната част на Пиемонт и в Сардиния.

### XIII – XV век
Още през XIII век родът заема видни позиции в управлението на Генуа, където традиционно представлява партията на гибелините. Тази му позиция го поставя за дълго време на страната на други с родове със същата ориентация като Спинола, и в опозиция на родовете гвелфи като Фиески и Грималди. През този период Пиетро Дория (* ок. 1233, † 1278) става важен корабособственик, финансист и търговец; той е баща на Оберто Дория, Ламба Дория и Якопо Дория.
Оберто Дория (* 1230, † 1295) е Народен капитан и диарх на Генуа, посредник в генуезката политика по онова време.
Якопо Дория (* 1233, † XIII век) е адмирал и летописец.
Ламба Дория (* 1245, † 1323) е, заедно с потомъка си Андреа Дория, най-известният генуезки адмирал. Той е родоначалник на процъфтяващите клонове на маркизите Дория Ламба и на маркизите Дория Колона, и двата патриции на Генуа. Ламба печели победа над венецианците в битката при Курцола през 1298 г., където сред затворниците му са адмирал Андреа Дандоло, който в отчаянието си се самоубива, и мореплавателят Марко Поло, който диктува „Милионът“ в затвора. В битката венецианците губят 85 кораба: 18 от тях са заловени, а останалите, в знак на неуважение, са изгорени. Връщайки се триумфално в Генуа, адмирал Ламба получава като дар от Комуната дворец на Пиаца Сан Матео – традиционната зона на местожителство и власт на рода Дория в града, и други владения в Савона (където и до днес все още се намира дворецът Д'Ория Ламба), Генуа и Пиемонт. Освен това градът го провъзгласява за Народен капитан. Той е назначен за адмирал на 40 галери от името на император Хайнрих VII.
През следващия век важни представители на рода са адмиралите Пагано Дория, който побеждава венецианците и каталунците в битката при Босфора през 1352 г., и венецианците в битката при Сапиенца през 1354 г., и Лучано Дория, който печели победа над Ветор Пизани в Пула през 1379 г.
Паралелно с нарастването на политическото влияние на рода се създават и първите феодални владения. Оберто Дория купува Графство Лоано през 1263 г. благодарение на прехвърлянето му от епископа на Албенга. То е почти остров в земята, вклинен между териториите на Генуа („Loano isola del Ponente“). Владението е предадено на потомците на Оберто – от сина му Корадо I на Корадо III, който през 1505 г. го продава на рода Фиески. След конспирацията на Фиески император Карл V дава Графство Лоано на Андреа Дория, от когото преминава към наследниците му – Принцовете на Мелфи, които го държат до упадъка на феодализма. От 1297 до 1361 г. Дория ди Лоано държат и Сан Ремо заедно с рода де Мари.
Подобна на съдбата на Графство Лоано е и тази на Маркграфство Ториля: навремето то е притежание на рода Фиески, впоследствие е дадено от император Карл V на Андреа Дория, който го дава на Принцовете на Мелфи.
През 1270 г. Оберто Дория купува и Долчеакуа, което преминава към сина му Андреоло и оттогава до упадъка на феодализма е в ръцете на Дория. Дория ди Долчеакуа изчезват в началото на XX век.
Онеля (днес част от град Империя) се свързва с Дория за първи път през XIII век чрез Бабилано Дория, чиито потомци управляват господарството заедно; сред тях е и бащата на Андреа Дория – Чева Дория. През 1488 г. те преотстъпват Онеля на Дория от различна линия – тази на Джан Доменико Дория. През 1576 г. племенникът му Джан Джероламо отстъпва Онеля на Савойския херцог, получавайки в замяна Маркграфство Чирие, като така се поставя началото на линията Дория ди Чирие. Тя продължава до Томазо, който умира без наследници в Първата световна война през 1918 г.
През XIV век Дория придобиват Господарство Морнезе в Монферат, чиито едноименен замък държат у до днес.

### Дория в Сардиния
От XII век родът Дория има доста интереси в Сардиния и по-специално в Юдикати Торес (Логудоро), Арбореа и в по-малка степен в Галура. Името им се свързва с градове като Алгеро (за който се смята, че е основан от тях), Кастелсардо, Киарамонти, Монтелеоне Рока Дория и Валедория. Сред Дория, действащи в Сардиния, са Николо Дория († 1276) и Бранка Дория (* ок. 1233, † 1325) – действащо лице в Дантевия „Ад“, с потомците му, включително племенника му Бранкалеоне Дория, който се жени през XIV век за Елеонора – господарка на Арбореа, и баща на Федерико Арборейски и Мариано V Арборейски. С тях завършва политическата значимост на присъствието на Дория в Сардиния, победени от нарастващата сила на арагонските крале.
Дория имат интереси и в Корсика, която дълго време е подчинена на Генуа. Там действа първият граф на Монталдео – Джорджо през XVI век. Някои клонове на рода се заселват на острова и остават там до Модерната епоха.

### Андреа Дория и Принцовете на Мелфи
Андреа Дория (* 1466, † 1560) няма деца, но изгражда около себе си семейно ядро от наследници, добре дефинирани чрез фигурите на племенниците му, по-специално синът на братовчед му Томазо – Джанетино I Дория (* 1510, † 1547), и първият син на съпругата му Перета. Тя е вдовица на Алфонсо I Дел Карето – маркиз на Финале, от когото ражда сина си Маркантонио, по-късно осиновен от Андреа.
След смъртта на Джанетино, убит в заговора на Джанлуиджи Фиески, най-големият му син Джовани Андреа Дория поема поста заместник управител на Андреа в неговата политическа и военна роля. Тогава той е наследник на различни активи на чичо си, в допълнение към флота, включително Двореца на принца във Фасоло (днешен квартал „Сан Теодоро“ в Генуа), който разкрасява с различни интервенции.
Лигурските имперски феоди, включително господарства Лоано и Ториля са дадени на по-малкия брат на Джовани Андреа – Пагано Дория, който също развива военна кариера и умира в битка в Тунис през 1574 г. От феодите в Южна Италия, които император Карл V дава на Андреа Дория в знак на признание за услугите, които получава, Джовани Андреа има Графство Турси, а Маркантонио Дел Карето – Княжество Мелфи, бивше владение на рода Карачоло, с Лагопезоле (днешно Кастел Лагопезоле – подселище на град Авиляно), Лачедония и Кандела.
Бракът между Дзанобия Дел Карето Дория, дъщеря на Маркантонио Дел Карето, и Джовани Андреа Дория обединява тези два клона, позволявайки раждането на линията Дория – Принцове на Мелфи с най-големия им син Андреа II (* 1570, † 1612), който е наследник и на лигурските феоди, принадлежали на рода Пагано.
В началото на XVI век синът на Андреа II – Джовани Андреа II (* 1607, † 1640) се жени за Мария Полисена Ланди – принцеса на Валдитаро. Благодарение на този брак са придобити наследството, името и отличителните знаци на рода Ланди, присъстващи и до днес в семейния герб, който оттогава се нарича Дория-Ланди. През 1688 г. Дория препродават Държава Ланди на рода Фарнезе, запазвайки титлите.
Тясно свързан с Андреа Дория, макар и не негов близък роднина, е адмирал Филипино Дория (* 1480?, † 1558?), победител през 1528 г. в морската битка при Капо д'Орсо (между Амалфи и Виетри сул Маре) срещу французите и решаващ съюзник на Андреа в реакцията срещу заговора на Фиески.
През този век за първи път за кардинал е назначен един от представителите на рода – Джироламо Дория.
Друг забележителен клон на рода, който има своя апогей през XVI век, може да бъде проследен до Джовани Батиста Дория – близък сътрудник на Андреа Дория, който през 1537 г. става първият дож от рода Дория. Дожове са и братята Николо Дория (номиниран през 1579) г. и Агостино Дория (през 1601) г. – синове на брата на Джовани Батиста. Дож (1633 г.) е и Джовани Стефано Дория – син на Николо. Този клон, заедно с клона, произхождащ от Джанетино, се смята за този с най-големите финансови възможности, а Джовани Стефано е считан за най-богатият човек в Италия по онова време.

### Други феодални владения на Дория в Кралство Неапол
В допълнение към Княжество Мелфи Дория имат и други важни феодални владения в Кралство Неапол благодарение на привилегированите си отношения с Испания от XVI век нататък.
Карло Дория – син на Джовани Андреа и по-малък брат на Андреа II Дория наследява от баща си графство, впоследствие Херцогство Турси и получава Княжество Авела от Фелипе III Испански. За него баща му купува от Грималди разкошния генуезки дворец, известен оттогава като Дория-Турси. Карло дава началото на линията Дория дел Карето – херцози на Турси и принцове на Авела. Тя изчезва в края на XVIII век с брака с представителка на рода Колона ди Палиано; последните като наследници на титлите понякога използват фамилното име Дория заедно със собственото си фамилно име.
През 1612 г. Маркантонио Дория купува феода Ангри, издигнат през 1636 г. в княжество от краля на Испания. Към него се добавя и Херцогство Еболи, по-рано принадлежащо на рода Грималди, чрез наследството на съпругата му, като по този начин се създава имение с голяма площ в района на Салерно, останало непокътнато до упадъка на феодализма. Маркантонио се мести в Неапол, където семейството живее и до днес. Той вдига някои важни сгради в града, включително двореца „Дория д'Ангри“ през XVIII век. През XIX век по волята на друг Маркантонио (вероятно негов племенник) е издигната и Вила „Дория д'Ангри“. Последният княз на Ангри е Маркантонио VI, който умира през 1985 г.

### Дория ди Мелфи в Рим
През 1671 г. принцът на Мелфи Джовани Андреа III Дория Ланди (* 1653, † 1737) се жени за Анна Памфили – дъщеря на принц Камило Франческо Мария Памфили. Когато Памфили изчезват през 1760 г., техен наследник става Джовани Андреа IV (* 1705, † 1764), който приема името и титлите им. През 1767 г. синът му Андреа IV Дория Памфили Ланди мести резиденцията си в Рим, в Палацо Памфили на Корсо, заедно със съпругата си Леополда Савойска-Каринян. Оттогава родът, който става римски, е известен като Дория Ланди Памфили, или просто като Дория-Памфили.
През XVI век сред представителите на този клон има вече един кардинал – Джовани Дория или Джанетино, син на Джавани Андреа I. Към него между края на 18 и началото на XIX век се добавят Антонио Мария Дория Памфили, Джузепе Мария Дория Памфили и Джорджо Дория Памфили Ланди.
През XIX век Филипо Андреа V Дория Памфили е изпълняващ длъжността кмет на Рим (декември 1870 – март 1871) и по-късно сенатор. Синът му Алфонсо Дория Памфили Ланди също е активен в администрацията на Рим и сенатор. Последният принц на Мелфи е Филипо Андреа VI Дория Памфили – първи кмет на Рим след освобождението през 1944 г., който умира през 1958 г., оставяйки само една дъщеря Ориета.

## Дория Колона
Семейство Дория Колона живее в Рим и произлиза по права линия от големия адмирал Ламба Дория.

### Дория в Генуа след XVI век
Родът Дория продължава да бъде активен в обществения живот на генуезците дори след апогея на властта си през XVI век. В допълнение към споменатите имена те дават и още един дож – Амброджо Дория, номиниран през 1621 г., и Джузепе Мария Дория, номиниран през 1793 г. През XVIII век Синибалдо Дория е номиниран за кардинал.
Дория, които се установяват в Корсика, често поддържат връзки с техния роден град. Сред тях са братовчедите Антонио Дория и Раймондо Дория от Сан Коломбано, действащи сред Карбонарите в началото на XIX век.

### Съвременен период
Линията на рода Дория, която остава в Генуа чак до наши дни, е тази на графовете на Монталдео. Този феод, навремето в държавата на Милано, е купен през 1567 г. от Джорджо Дория – син на Мелкиоре Дория, който от своя страна е брат на Антонио Дория – адмирал и сътрудник на Андреа Дория.
През XIX век друг Джорджо Дория е предприемач, политик и сенатор първоначално на Кралство Сардиния, а след това и на Италия, подобно на синовете си Амброджо Дория и Джакомо Дория.
Към тази линия принадлежат и Джорджо Дория (* 1929, † 1998) – заместник-кмет на Генуа през 70-те години на XX век и синът му Марко Дория – лявоцентристки кмет на Генуа (2012 – 2017).
В Генуа все още присъстват Дория, които са директно потомци на Ламба Дория; те добавят към фамилното си име и името на известния адмирал.

## Владенията на Дория
Родът Дория има или е имал владения из цялата италианска територия.
- В Лигурия и Пиемонт (лигурски имперски феоди): в Генуа, Буронцо, Монталдео, Редабуе (замък в Мазио), Савона, Палацо Дория (в Лоано), Пинероло, Лоано, Ториля, Гарбаня, Грондона, Варго (дн. подселище на Стацано), Карега, Отоне, Санто Стефано д'Авето, Кабела, Фонтанароса (дн. подселище на Горето), Сан Себастиано Куроне, Кайроте, Кремонте (дн. подселище на Кабела Лигуре), Вепо (дн. подселище на Рокета ди Вара), Каличе ал Корновильо. Маркграфство Долчеакуа зависи от Савойската династия. Савоя също така завладяват Княжество Онеля – едно от първите феодални владения на Дория.
- В Емилия-Романя: по брак са титуляри на Държава Ланди.
- В Лацио имат имоти, идващи от Памфили: феодите на Валмонтоне и Сан Мартино ал Чимино (дн. подселище на Витербо); дворците Дория Памфили на Корсо и Памфили на Пиаца Навона в Рим.
- В Кампания: Вила Дория д'Ангри и Палацо Дория д'Ангри в Неапол, замъкът в Ангри и неговите градини.
- В Пулия: Кандела, Лачедония, Джиноза.
- В Базиликата: в Мелфи (с неговия замък), Авиляно, Форенца, Лагопезоле (дн. подселище на Авиляно), Сан Феле.
- В Сардиния: Алгеро, Англона (историческа област), Кастелсардо (Кастел Дженовезе), Монтелеоне Рока Дория и Валедория.

## Църкви под патронажа на Дория
- Църква „Сан Матео“ на Пиаца Сан Матео в Генуа
- Абатство „Сан Фрутуозо“ в Камоли
- Чертог на Ривароло в Генуа
- Църква „Сант'Аниезе ин Агоне“ на Пиаца Навона в Рим.[27]

## Видни представители на рода

### Кардинали
В скоби – годината на номиниране:
- Джироламо Дория (1529)
- Джовани Дория (1604)
- Синибалдо Дория (1731)
- Джорджо Дория (1743)
- Антонио Мария Дория Памфили (1785)
- Джузепе Мария Дория Памфили (1785)
- Джорджо Дория Памфили Ланди (1816).

### X век
- Ардуин Нарбонски (* X, † XI век) – родоначалник на рода.

### XI – XIV век
- Росо Дория (*, † XII век), първи управител на Пера
- Перчивале Дория (* ок. 1195, † 1264), кондотиер
- Якопо Дория (* 1233, † XIII век) – летописец
- Оберто Дория († 1295), Народен капитан и адмирал
- Бранка Дория (* ок. 1233, сл. 1325), феодал, представен в „Ад“ на Данте Алигиери
- Ламба Дория (* 1245, † 1323), адмирал и Народен капитан
- Пиетро Дория († 1380), адмирал
- Пагано Дория (?), адмирал.

### XV – XVI век
- Андреа Дория (* 30 ноември 1466, † 25 ноември 1560) – генуезки адмирал
- Бранкалеоне Дория (* 1337, † 1409) – съпруг на Елеонора Арборейска
- Филипино Дория (*, † XVI век) – адмирал, братовчед на Андреа
- Николо Дория (* 1525, † 13 октомври 1592) – дож на Генуа
- Джовани Андреа Дория или Джанандреа Дория (* 5 февруари 1539, † 2 февруари 1606) – адмирал, внук на Андреа
- Мариано V Дория-Бас (* 1379, † 1407) – съдия на Арбореа, граф на Гочеано и Мармила, виконт на Бас.

### XVIII век
- Антонио Рафаело Дория (* 11 юни 1766, † 7 декември 1799) – съпруг на Мария Анна Пескара ди Диано от маркизите на Кастелучо, сред 25-те представители на Неаполитанската република от 1799 г.

### XX век
- Марко Дория (* 1957) – академик и политик, кмет на Генуа (2012 – 2017).